# Copa Hun Sen
La Samdech Akkak Moha Sena Pedey Decho Hun Sen Cup es el principal torneo de fútbol de eliminación directa a nivel de clubes en Camboya, el cual es organizado por la Federación de Fútbol de Camboya.
Fue creado en el año 2007 con la participación de 28 equipos representantes de todo el país con 2 etapas: Grupos y eliminación directa; 16 de ellos clasificaban a la fase de grupos y de ahí saliásn los equipos que jugaban la fase de eliminación. El Khemara Keila fue el campeón en aquella edición.

## Lista de Campeones
| Temporada | Campeón                          | Resultado      | Finalista                        | Estadio                     |
| --------- | -------------------------------- | -------------- | -------------------------------- | --------------------------- |
| 2007      | Khemara Keila                    | 1-1 (4-2 pen.) | Nagacorp FC                      | Estadio Olímpico de Nom Pen |
| 2008      | Phnom Penh Empire                | 1-0            | Preah Khan Reach                 | Estadio Olímpico de Nom Pen |
| 2009      | Phnom Penh Empire                | 1-0            | Nagacorp FC                      | Estadio Olímpico de Nom Pen |
| 2010      | National Defense Ministry        | 3-2            | Phnom Penh Empire                | Estadio Olímpico de Nom Pen |
| 2011      | Preah Khan Reach                 | 2-0            | Build Bright United              | Estadio Olímpico de Nom Pen |
| 2012      | Preah Khan Reach                 | 2-1            | Nagacorp FC                      | Estadio Olímpico de Nom Pen |
| 2013      | Nagacorp FC                      | 0-0 (5-3 pen.) | National Defense Ministry        | Estadio Olímpico de Nom Pen |
| 2014      | National Police                  | 2-0            | Build Bright United              | Estadio Olímpico de Nom Pen |
| 2015      | Svay Rieng FC                    | 2-1            | Nagacorp FC                      | Estadio Olímpico de Nom Pen |
| 2016      | National Defense Ministry        | 1-1 (6-5 pen.) | Preah Khan Reach                 | Estadio Olímpico de Nom Pen |
| 2017      | Preah Khan Reach                 | 3-0            | Nagacorp FC                      | Estadio Olímpico de Nom Pen |
| 2018      | National Defense Ministry        | 3-0            | National Police                  | Estadio Olímpico de Nom Pen |
| 2019      | Boeung Ket Angkor                | 1-1 (5-4 pen.) | Svay Rieng FC (Preak Khan Reach) | Estadio Olímpico de Nom Pen |
| 2020      | Visakha FC                       | 2-0            | Nagaworld FC                     | Estadio Olímpico de Nom Pen |
| 2021      | Visakha FC                       | 2-2 (5-4 pen.) | Preah Khan Reach                 | Estadio Olímpico de Nom Pen |
| 2022      | Visakha FC                       | 4-3 ((t.s.)    | Boeung Ket Angkor                | Estadio Olímpico de Nom Pen |
| 2023      | Svay Rieng FC (Preak Khan Reach) | 1-0            | Phnom Penh Empire                | Estadio Olímpico de Nom Pen |

## Títulos por club
| Club                             | Campeón | 2° | Años campeón                 |
| -------------------------------- | ------- | -- | ---------------------------- |
| Svay Rieng FC (Preak Khan Reach) | 5       | 4  | 2011, 2012, 2015, 2017, 2023 |
| National Defense Ministry        | 3       | 1  | 2010, 2016, 2018             |
| Visakha FC                       | 3       |    | (2020, 2021, 2022)           |
| Phnom Penh Crown1                | 2       | 1  | 2008, 2009                   |
| Nagacorp FC                      | 1       | 5  | 2013                         |
| National Police                  | 1       | 1  | 2014                         |
| Boeung Ket Angkor                | 1       | 1  | 2019                         |
| Khemara Keila                    | 1       | -  | 2007                         |
| Build Bright University FC       | -       | 2  | ---                          |

1- Incluye a Phnom Penh Empire.